# 알틴 아시르 FK
알틴 아시르 FK(투르크멘어: Altyn Asyr futbol kluby)는 아시가바트를 연고로 하는 투르크메니스탄의 축구단이다. 현재 요카리 리가에 참가하고 있다.

## 우승
- 요카리 리가 (8): 2014, 2015, 2016, 2017, 2018, 2019, 2020, 2021[1]
- 투르크메니스탄컵 (5): 2009, 2015, 2016, 2019, 2020.
- 투르크메니스탄 슈퍼컵 (5): 2015, 2016, 2017, 2018, 2019.
- 투르크메니스탄 프레지던트컵 (2): 2010, 2011.

## 선수 명단

### 현역
참고: FIFA 자격 규정에 따라 소속된 국가대표팀 국기를 표시합니다. 선수는 복수의 FIFA 비회원국 국적을 가지고 있을 수 있습니다.
| 번호 | 포지션 | 국적           | 이름              |
| ---- | ------ | -------------- | ----------------- |
| 2    | DF     | 투르크메니스탄 | 자파 바바자나우   |
| 7    | MF     | 투르크메니스탄 | 미랏 아나예프     |
| 8    | MF     | 투르크메니스탄 | 아흐메트 아타예프 |

| 번호 | 포지션 | 국적 | 이름 |
| ---- | ------ | ---- | ---- |

## 역대 감독
| 감독                  | 임기   |
| --------------------- | ------ |
| 야즈굴리 호자겔디예프 | 2014 ~ |